# Bessan
Cet article possède des paronymes, voir Bessans et BEESAN.
Bessan (Beçan en occitan) est une commune française située dans le sud du département de l'Hérault, en région Occitanie.
Exposée à un climat méditerranéen, elle est drainée par l'Hérault, le ruisseau de l'Ardaillou, le ruisseau de Laval et par divers autres petits cours d'eau. La commune possède un patrimoine naturel remarquable : deux sites Natura 2000 (le « cours inférieur de l'Hérault » et « est et sud de Béziers »), un espace protégé (le « Bessan ») et six zones naturelles d'intérêt écologique, faunistique et floristique.
Bessan est une commune rurale qui compte 5 705 habitants en 2022, après avoir connu une forte hausse de la population depuis 1975. Elle est ville-centre de l'unité urbaine de Bessan et fait partie de l'aire d'attraction d'Agde. Ses habitants sont appelés les Bessanais et Bessanaises.

## Géographie

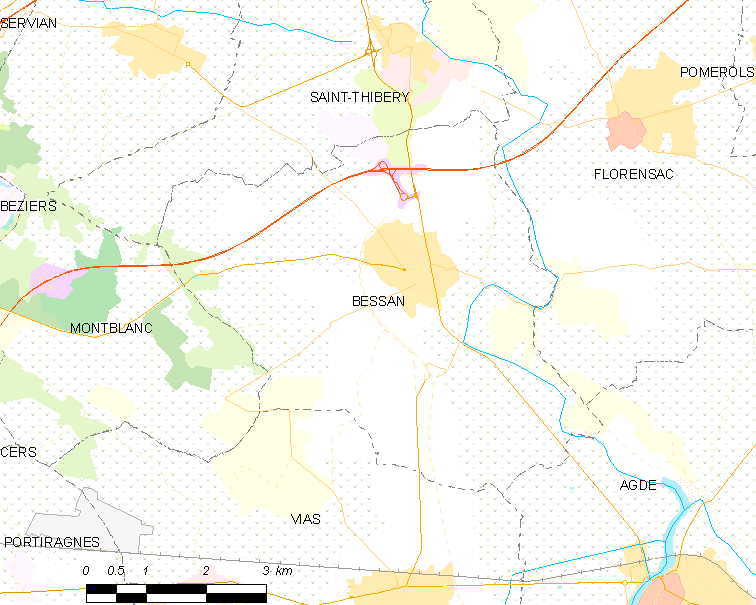
Carte

### Localisation
Bessan est une ville du Languedoc-Roussillon et de l'Hérault, située à 13,6 km de Béziers et à 6,9 km d'Agde. Elle appartient au canton d'Agde, à l'arrondissement de Béziers et à la communauté d'agglomération Hérault Méditerranée ; elle compte 5 238 habitants selon le recensement applicable au 1er janvier 2013.

### Communes limitrophes
|           | Saint-Thibéry |           |
| Montblanc | Bessan        | Florensac |
|           | Vias          | Agde      |

### Géologie
- Composition du sous-sol

Bessan repose à cheval sur une couche de roches sédimentaires du pliocène et d'alluvions du quaternaire. Elle est surmontée, par endroits, de roches basaltiques datant de la seconde partie du Cénozoïque.
- Volcanisme

La ville compte sur son territoire les Monts Ramus : situés entre Bessan et Saint-Thibéry. Ils appartiennent à la chaîne des volcans de l'Escandorgue qui proviendrait d'un volcanisme de point chaud,. Exploités pour leurs ressources basaltiques, des trois monts ne subsiste entièrement que celui dit Saint-Claude.
La première éruption des volcans débute par des projections de cendres qui se déposent en couches fines et friables, appelées tuf. Ensuite, de violentes explosions projettent dans les airs des particules de lave mélangée à du gaz, qui en s'accumulant forment les trois monts. Ces pierres trouées à  cause des bulles de gaz, appelées pouzzolane, prennent parfois, avec la vitesse, la forme effilée de bombes qui peuvent avoir la grosseur d'un noyau d'olive ou peser plusieurs dizaines de kilos.
Lors de la dernière éruption, il y a environ 650 000 ans, de la lave coule à  partir de fissures situées au pied des monts, formant un plateau de basalte d'un kilomètre de rayon et d'une dizaine de mètres d'épaisseur, dont une extrémité se situe au niveau de la zone artisanale et dont l'autre domine Saint-Thibéry.
Des trois monts, seul celui dit de Saint-Claude, qui est le plus petit et le plus proche de Bessan, est entier. En effet, en 1973, le cône central portant un moulin à  vent appelé la Tour est rasé, et la pouzzolane qui en est extraite sert de remblai à  l'autoroute en construction. Le troisième cône, situé à la limite de Bessan sur le territoire de Saint-Thibéry, est exploité depuis longtemps, ses pierres servant pour la construction des habitations et murs de clôture du village jusqu'au début du XXe siècle. Quant au plateau, le basalte extrait a été très tôt utilisé : construction du temple antérieur à l'église actuelle, fortification du village, pavement des rues...
Le plateau basaltique des Monts Ramus est exploité à  plusieurs endroits sur la commune. Au niveau de la carrière du Languedoc, on peut encore découvrir une bizarrerie de la nature, en l'occurrence une rose de pierre que l'on doit à la façon dont la lave a coulé sur elle-même.

### Hydrographie

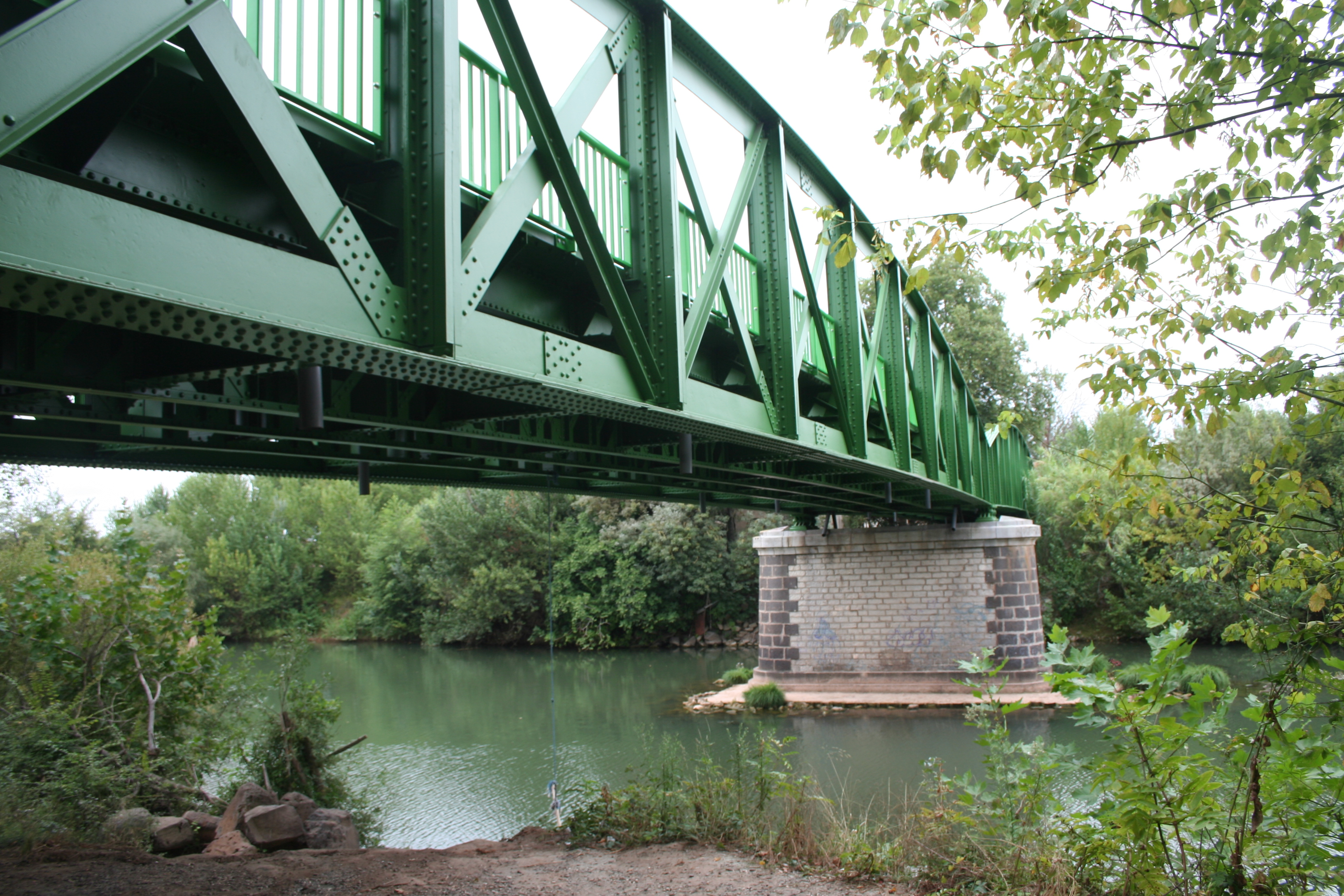
Pont sur l'Hérault à Bessan.

L'Hérault traverse la ville (en fait, le fleuve passe à 500 mètres) dans sa course entre le mont Aigoual et Agde, où il se jette dans la Méditerranée. Le fleuve dessine en partie la limite est de la commune.

### Voies de communication et transports
L'autoroute A9 traverse dans l'axe est-ouest la partie nord de la commune et l'échangeur no 34 (Millau, Clermont-Ferrand, Pézenas, Agde, Vias) permet de la rejoindre via la route nationale N 312. Cette dernière débute à Bessan : elle est particulièrement employée pendant les congés estivaux pour l'accès à la côte méditerranéenne.
Les routes départementales D 137 et D 13 créent également le lien entre la commune et respectivement Vias et Agde.
Bessan est traversée par l'ancienne ligne de Vias à Lodève. Le trafic n'a jamais été interrompu totalement et quelques trains circulent encore pour accéder aux carrières de Bessan - Saint-Thibéry.
En ce qui concerne les transports publics, Bessan est desservie par la ligne 209 du réseau Hérault Transport. Ses arrêts sont : Les quatre chemins, Route de Montblanc, Coopérative-Passage à niveau et Monument aux morts-Les écoles.

### Climat
Pour des articles plus généraux, voir Climat de l'Occitanie et Climat de l'Hérault.
En 2010, le climat de la commune est de type climat méditerranéen franc, selon une étude s'appuyant sur une série de données couvrant la période 1971-2000. En 2020, Météo-France publie une typologie des climats de la France métropolitaine dans laquelle la commune est exposée à un climat méditerranéen et est dans la région climatique  Provence, Languedoc-Roussillon, caractérisée par une pluviométrie faible en été, un très bon ensoleillement (2 600 h/an), un été chaud (21,5 °C), un air très sec en été, sec en toutes saisons, des vents forts (fréquence de 40 à 50 % de vents > 5 m/s) et peu de brouillards.
Pour la période 1971-2000, la température annuelle moyenne est de 14,9 °C, avec une amplitude thermique annuelle de 16 °C. Le cumul annuel moyen de précipitations est de 587 mm, avec 5,2 jours de précipitations en janvier et 2,4 jours en juillet. Pour la période 1991-2020, la température moyenne annuelle observée sur la station météorologique la plus proche, située sur la commune de Marseillan à 8 km à vol d'oiseau, est de 15,3 °C et le cumul annuel moyen de précipitations est de 517,7 mm,. Pour l'avenir, les paramètres climatiques de la commune estimés pour 2050 selon différents scénarios d’émission de gaz à effet de serre sont consultables sur un site dédié publié par Météo-France en novembre 2022.

### Milieux naturels et biodiversité

#### Espaces protégés
La protection réglementaire est le mode d’intervention le plus fort pour préserver des espaces naturels remarquables et leur biodiversité associée,.
Un  espace protégé est présent sur la commune : 
le « Bessan », un terrain acquis (ou assimilé) par un conservatoire d'espaces naturels, d'une superficie de 11,9 ha.

#### Réseau Natura 2000

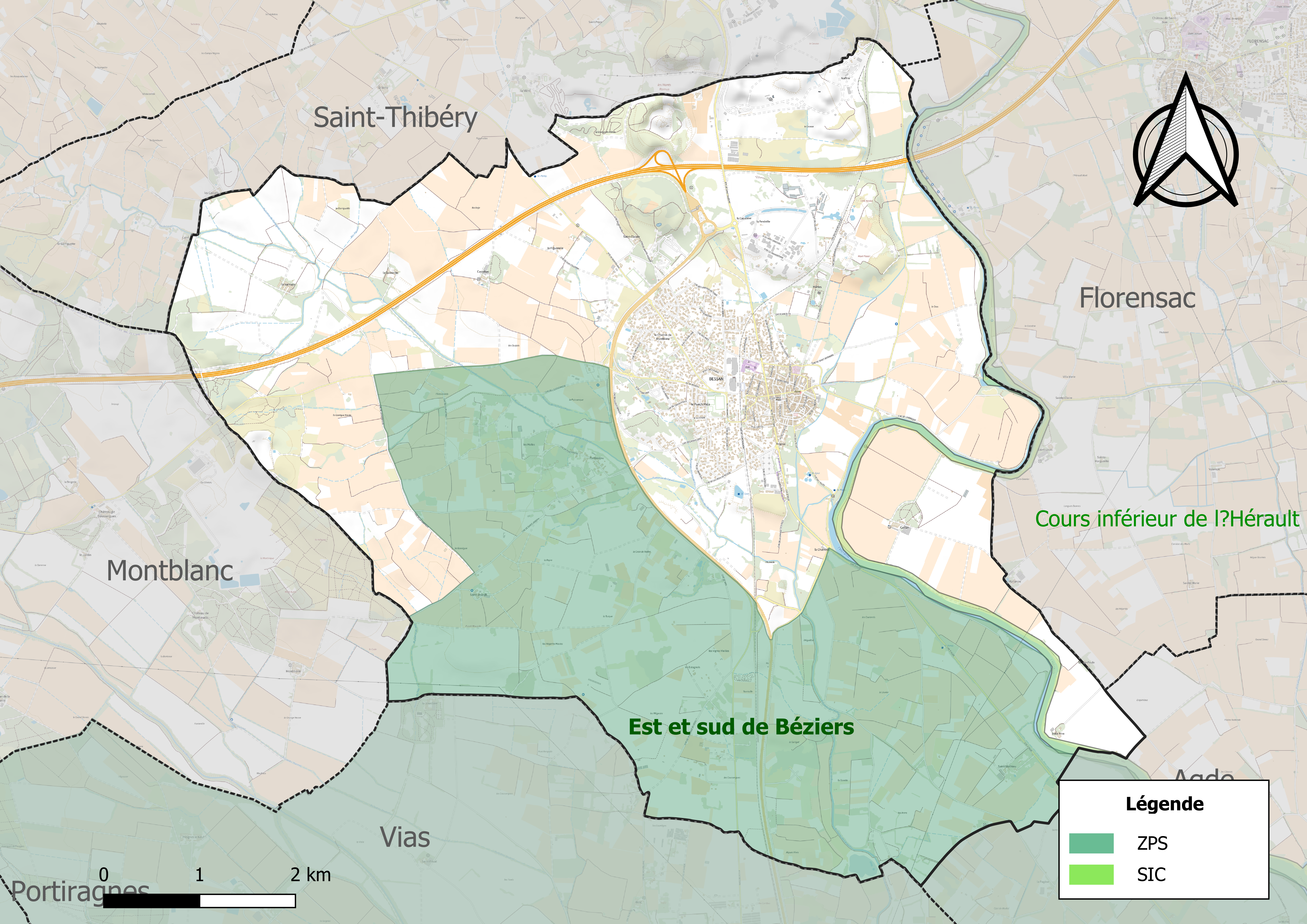
Site Natura 2000 sur le territoire communal.

Le réseau Natura 2000 est un réseau écologique européen de sites naturels d'intérêt écologique élaboré à partir des directives habitats et oiseaux, constitué de zones spéciales de conservation (ZSC) et de zones de protection spéciale (ZPS).
Un site Natura 2000 a été défini sur la commune au titre de la directive habitats :
- le « cours inférieur de l'Hérault », d'une superficie de 162 ha, qui accueille une espèce de poisson migrateur vulnérable, en forte régression depuis la prolifération des ouvrages sur les cours d'eau : l'Alose feinte mais aussi le Toxostome, un autre poisson à fort enjeu patrimonial[26]

et un au titre de la directive oiseaux : 
- « est et sud de Béziers », d'une superficie de 6 102 ha, constituée d'une vaste mosaïque de zones cultivées ponctuées de haies et de petits bois et la proximité de zones humides littorales de grande étendue, favorable à de nombreuses espèces d'oiseaux à forte valeur patrimoniale : le Rollier d'Europe, l'Outarde canepetière, le Circaète Jean-le-Blanc, le Milan noir et le Bruant ortolan[27].

#### Zones naturelles d'intérêt écologique, faunistique et floristique
L’inventaire des zones naturelles d'intérêt écologique, faunistique et floristique (ZNIEFF) a pour objectif de réaliser une couverture des zones les plus intéressantes sur le plan écologique, essentiellement dans la perspective d’améliorer la connaissance du patrimoine naturel national et de fournir aux différents décideurs un outil d’aide à la prise en compte de l’environnement dans l’aménagement du territoire.
Cinq ZNIEFF de type 1 sont recensées sur la commune :
- les « bois et maquis de Montmarin » (208 ha), couvrant 2 communes du département[29] ;
- la « plaine de Bessan-Vias » (1 218 ha), couvrant 2 communes du département[30] ;
- la « plaine des Castans » (776 ha), couvrant 3 communes du département[31] ;
- la « rivière de l'Hérault à Bessan » (24 ha), couvrant 2 communes du département[32] ;
- les « Volcans et coulées basaltiques des Monts Ramus » (126 ha), couvrant 2 communes du département[33] ;

et une ZNIEFF de type 2, : 
le « cours aval de l'Hérault » (236 ha), couvrant 4 communes du département.

Carte des ZNIEFF de type 1 et 2 à Bessan.
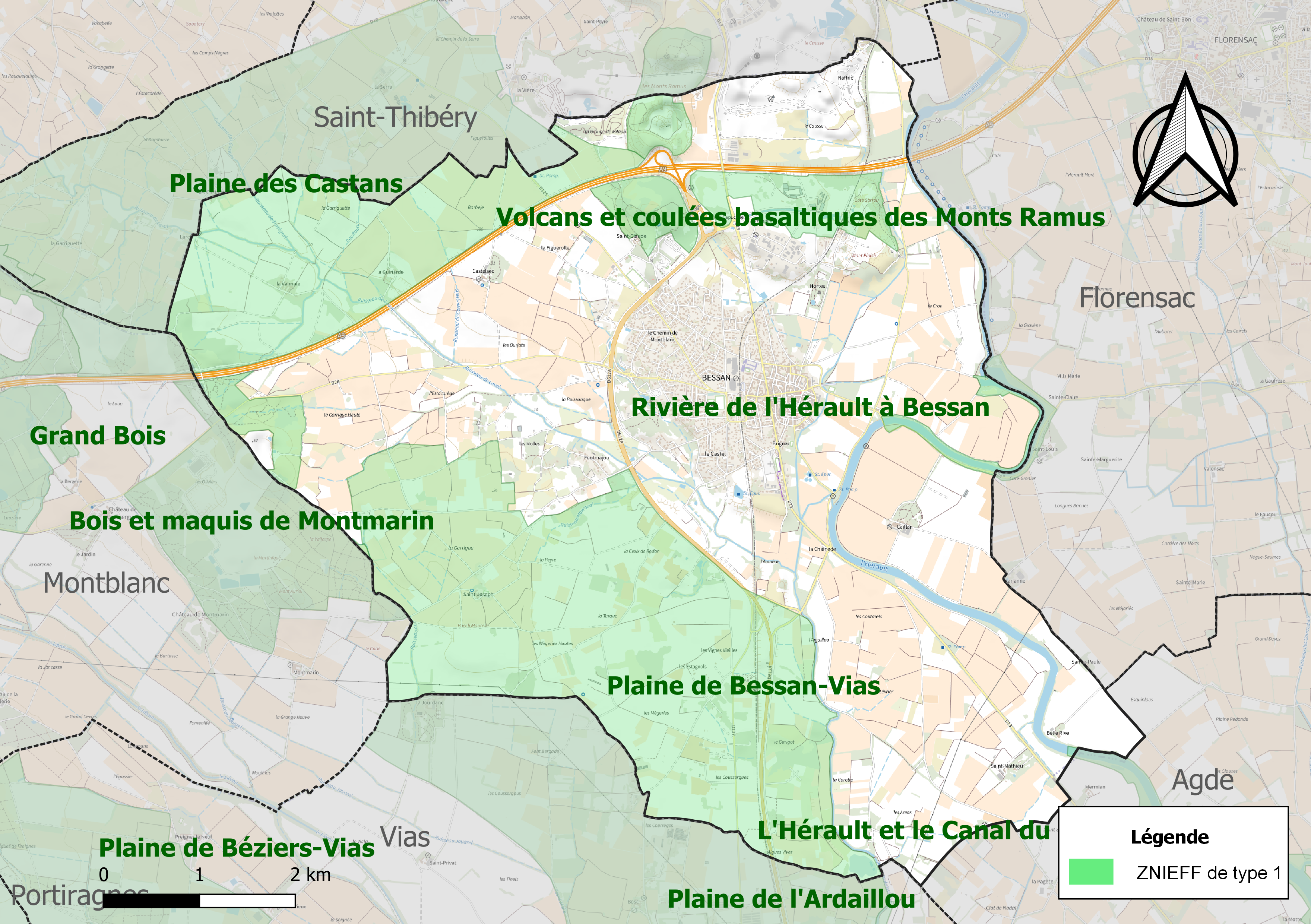
Carte des ZNIEFF de type 1 sur la commune.
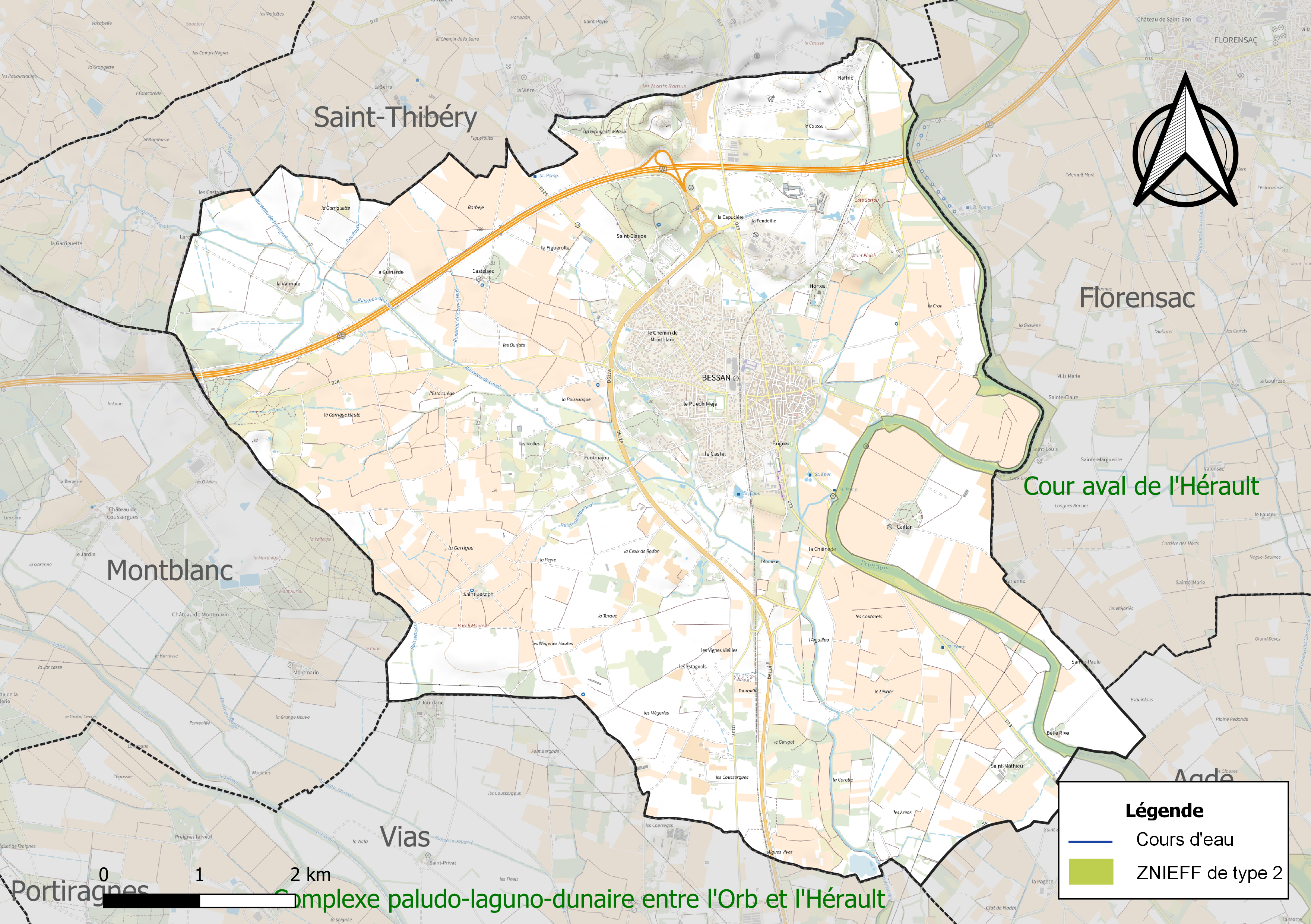
Carte de la ZNIEFF de type 2 sur la commune.

## Urbanisme

### Typologie
Au 1er janvier 2024, Bessan est catégorisée bourg rural, selon la nouvelle grille communale de densité à sept niveaux définie par l'Insee en 2022.
Elle appartient à l'unité urbaine de Bessan, une agglomération intra-départementale regroupant deux  communes, dont elle est ville-centre,,. Par ailleurs la commune fait partie de l'aire d'attraction d'Agde, dont elle est une commune de la couronne,. Cette aire, qui regroupe 6 communes, est catégorisée dans les aires de 50 000 à moins de 200 000 habitants,.

### Occupation des sols
L'occupation des sols de la commune, telle qu'elle ressort de la base de données européenne d’occupation biophysique des sols Corine Land Cover (CLC), est marquée par l'importance des territoires agricoles (86,3 % en 2018), en diminution par rapport à 1990 (88 %). La répartition détaillée en 2018 est la suivante : 
cultures permanentes (46,4 %), zones agricoles hétérogènes (31,7 %), zones urbanisées (5,9 %), terres arables (5,6 %), mines, décharges et chantiers (2,7 %), prairies (2,6 %), milieux à végétation arbustive et/ou herbacée (2,5 %), zones industrielles ou commerciales et réseaux de communication (1,9 %), espaces verts artificialisés, non agricoles (0,7 %). L'évolution de l’occupation des sols de la commune et de ses infrastructures peut être observée sur les différentes représentations cartographiques du territoire : la carte de Cassini (XVIIIe siècle), la carte d'état-major (1820-1866) et les cartes ou photos aériennes de l'IGN pour la période actuelle (1950 à aujourd'hui).

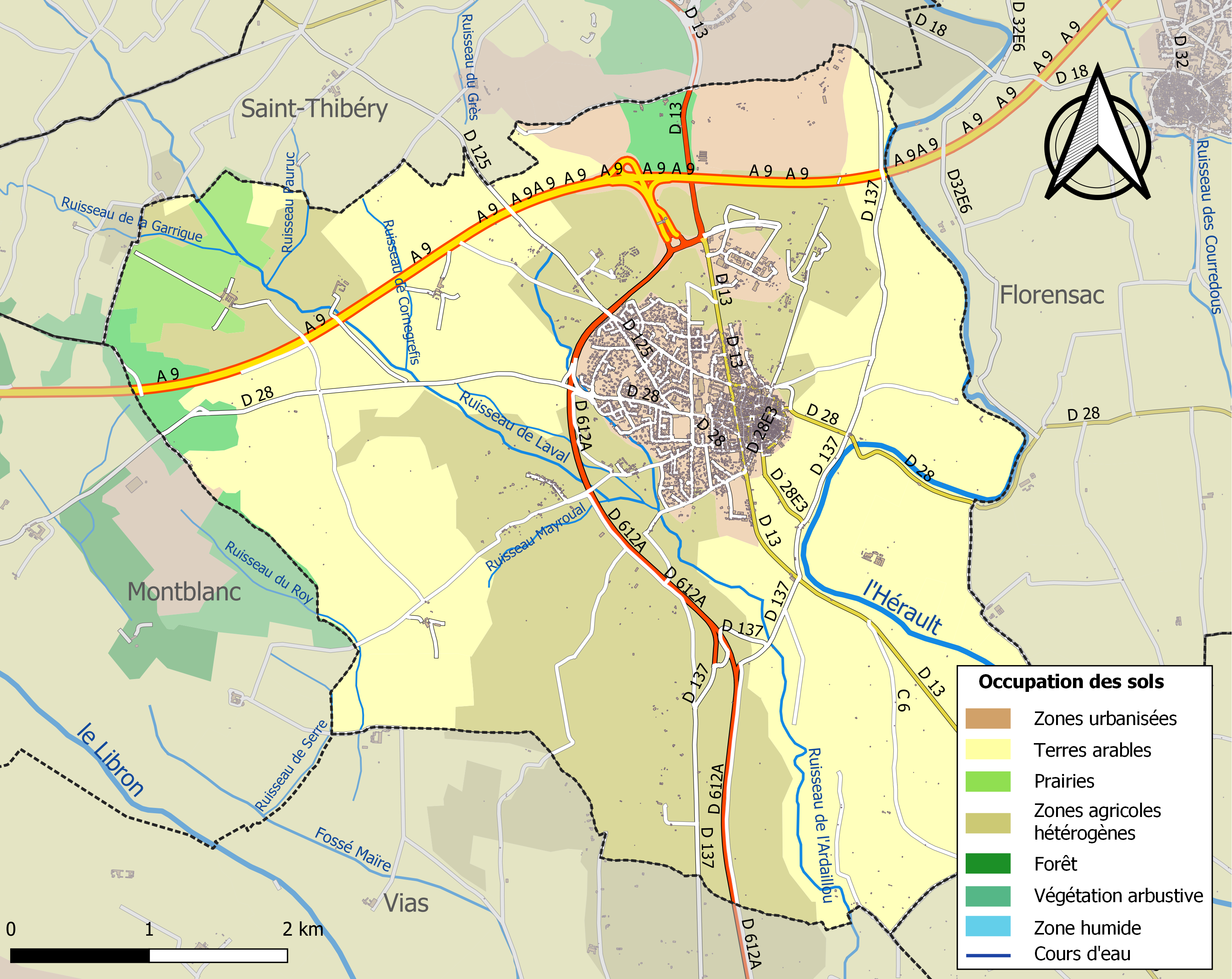
Carte des infrastructures et de l'occupation des sols de la commune en 2018 (CLC).

### Risques majeurs
Le territoire de la commune de Bessan est vulnérable à différents aléas naturels : météorologiques (tempête, orage, neige, grand froid, canicule ou sécheresse), inondations, feux de forêts et séisme (sismicité faible). Il est également exposé à deux risques technologiques,  le transport de matières dangereuses et la rupture d'un barrage. Un site publié par le BRGM permet d'évaluer simplement et rapidement les risques d'un bien localisé soit par son adresse soit par le numéro de sa parcelle.

#### Risques naturels
La commune fait partie du territoire à risques importants d'inondation (TRI) de Béziers-Agde, regroupant 15 communes autour des bassins de vie de Béziers et d'Agde, un des 31 TRI qui ont été arrêtés fin 2012 sur le bassin Rhône-Méditerranée, retenu au regard des submersions marines et des débordements de cours d’eau,  notamment d'ouest en est, de l'Orb, du Libron et de l'Hérault. Les crues historiques antérieures à 2019 les plus significatives sont celles du 26 septembre 1907, un épisode généralisé sur la quasi-totalité du bassin, et du 30 septembre 1958, un épisode cévenol en partie supérieure du bassin. Des cartes des surfaces inondables ont été établies pour trois scénarios : fréquent (crue de temps de retour de 10 ans à 30 ans), moyen (temps de retour de 100 ans à 300 ans) et extrême (temps de retour de l'ordre de 1 000 ans, qui met en défaut tout système de protection). La commune a été reconnue en état de catastrophe naturelle au titre des dommages causés par les inondations et coulées de boue survenues en 1982, 1984, 1986, 1993, 1994, 1996, 1997, 1999, 2003, 2014, 2016 et 2019,.
Bessan est exposée au risque de feu de forêt. Un plan départemental de protection des forêts contre les incendies (PDPFCI) a été approuvé en juin 2013 et court jusqu'en 2022, où il doit être renouvelé. Les mesures individuelles de prévention contre les incendies sont précisées par deux arrêtés préfectoraux et s’appliquent dans les zones exposées aux incendies de forêt et à moins de 200 mètres de celles-ci. L’arrêté du 25 avril 2002 réglemente l'emploi du feu en interdisant notamment d’apporter du feu, de fumer et de jeter des mégots de cigarette dans les espaces sensibles et sur les voies qui les traversent sous peine de sanctions. L'arrêté du 11 mars 2013 rend le débroussaillement obligatoire, incombant au propriétaire ou ayant droit,.

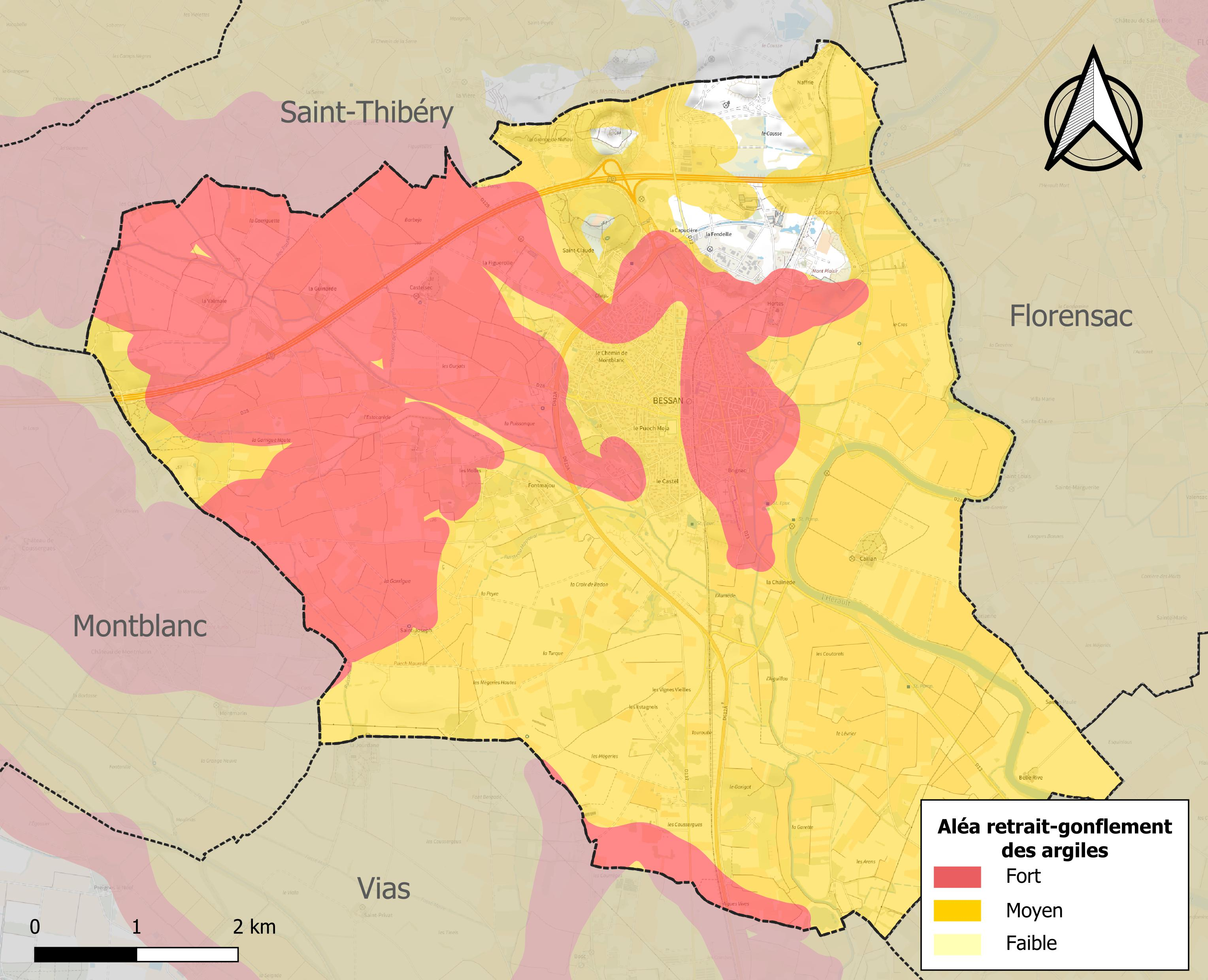
Carte des zones d'aléa retrait-gonflement des sols argileux de Bessan.

Le retrait-gonflement des sols argileux est susceptible d'engendrer des dommages importants aux bâtiments en cas d’alternance de périodes de sécheresse et de pluie. 96,6 % de la superficie communale est en aléa moyen ou fort (59,3 % au niveau départemental et 48,5 % au niveau national). Sur les 2 124 bâtiments dénombrés sur la commune en 2019, 2 105 sont en aléa moyen ou fort, soit 99 %, à comparer aux 85 % au niveau départemental et 54 % au niveau national. Une cartographie de l'exposition du territoire national au retrait gonflement des sols argileux est disponible sur le site du BRGM,.
Par ailleurs, afin de mieux appréhender le risque d’affaissement de terrain, l'inventaire national des cavités souterraines permet de localiser celles situées sur la commune.

#### Risques technologiques
Le risque de transport de matières dangereuses sur la commune est lié à sa traversée par des infrastructures routières ou ferroviaires importantes ou la présence d'une canalisation de transport d'hydrocarbures. Un accident se produisant sur de telles infrastructures est susceptible d’avoir des effets graves sur les biens, les personnes ou l'environnement, selon la nature du matériau transporté. Des dispositions d’urbanisme peuvent être préconisées en conséquence.
La commune est en outre située en aval des barrages du Salagou et des Olivettes, des ouvrages de classe A. À ce titre elle est susceptible d’être touchée par l’onde de submersion consécutive à la rupture d'un de ces ouvrages.

## Toponymie
La commune a été connue sous les variantes : Mariae de Betiano, de Beciano (940), ad Becianum (fin du 11e s.), villa de Beciano (1123), ecclesia de Beciano (1155), castro de Beciano (1156), castrum de Bezano (1229), Bessan (1418), etc.
Le nom Bessan dérive d'un domaine gallo-romain, gentilice latin Bettius + suffixe -anum,.

## Histoire

### Historique

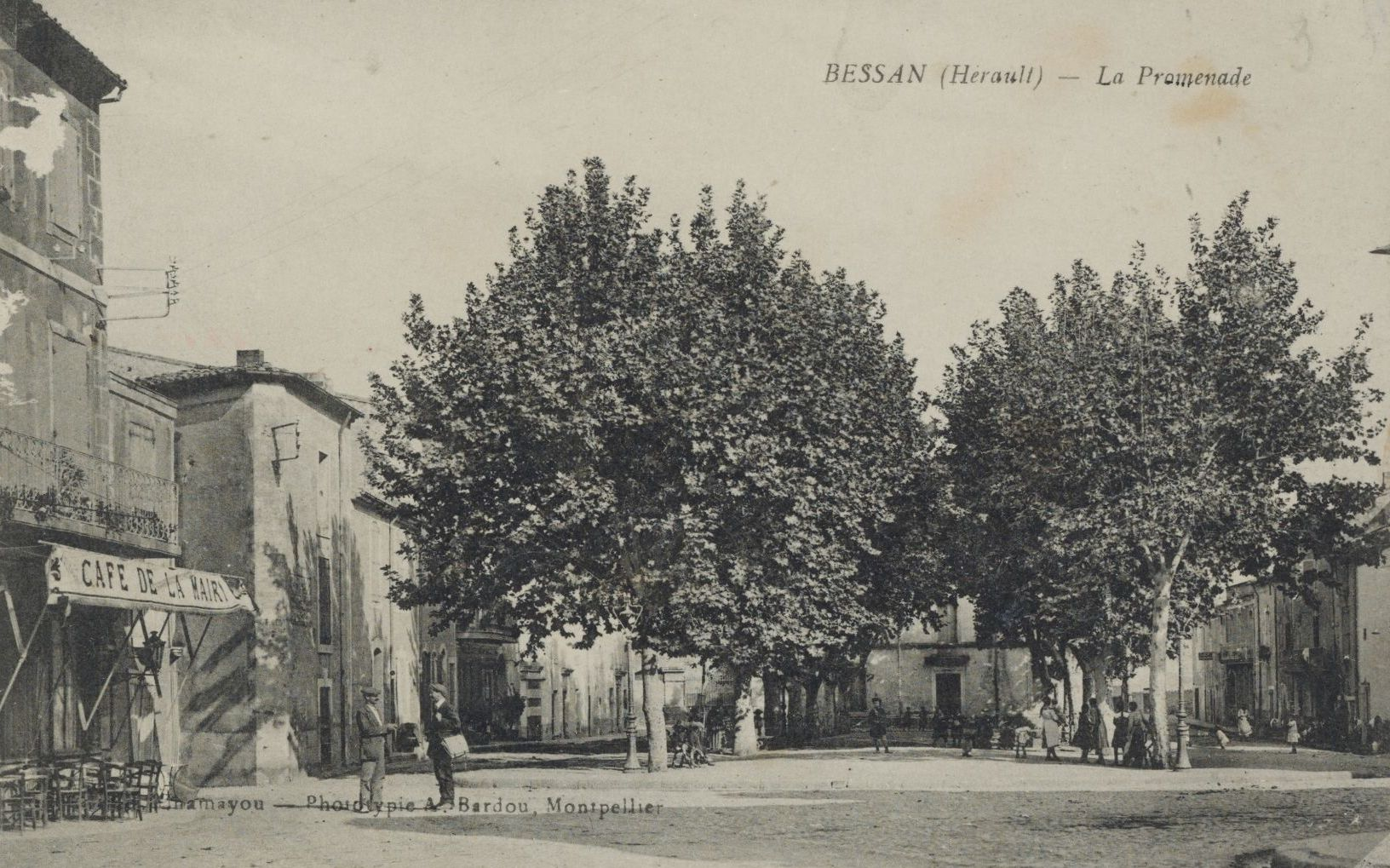
Bessan - La Promenade, 1re moitié du XXe siècle.

Vers 600 av. J.-C., les Grecs s'installent à Bessan sur l'oppidum de la Monadière pour faire du commerce.
En 218 av. J.-C., Hannibal, général carthaginois, traverse la région avec son armée et ses éléphants de guerre, pour aller attaquer les Romains, et passe entre Bessan et Montblanc.
En 408-409 apr. J.-C., Béziers, Agde et la région sont mis à sac par une armée de Germains (Burgondes, Suèves, Vandales), de Slaves (Alains) et autres peuplades.
En 737, Charles Martel pénètre dans la province à la tête des Français, repousse provisoirement les Sarrasins, fait détruire Béziers, Agde et les alentours afin qu'ils ne puissent pas revenir s'y fortifier.
Vers 1050-1100, commence à se construire le village fortifié de Bessan.
En 1209, l'armée des croisés, dont le chef militaire est Simon de Montfort, s'empare de la région, sous prétexte de chasser les Cathares, et dix ans plus tard les châteaux de Bessan et Touroulle deviendront propriété de son fils Amaury.
En 1278, les Bessanais ont déjà obtenu du seigneur le droit d'élire des consuls (maires) pour s'occuper des affaires politiques.
En 1348, la peste tue une grande partie de la population. Elle reviendra plusieurs fois par la suite.
Le 30 octobre 1587, Antoine Scipion, nouveau duc de Joyeuse et chef des catholiques, profitant de ce que le gouverneur du Languedoc est parti dans le Tarn avec son armée, s'empare de Bessan qu'il saccage.
Lors de la Révolution française, les citoyens de la commune se réunissent au sein de la société révolutionnaire, baptisée « société populaire des sans-culottes régénérée », avec 172 membres en an III.
En 1851, lors du coup d'État de Napoléon III, le canon est pointé sur la Grand'rue et une trentaine de Bessanais républicains sont déportés.
En 1907, les Bessanais participent activement à la révolte des vignerons du Midi.
En novembre 1942, les troupes allemandes entrent dans Bessan pour l'occuper. Elles s'enfuiront en août 1944, après le débarquement des alliés en Provence.

## Politique et administration

### Liste des maires
| Période   | Période                   | Identité              | Étiquette | Qualité |
| --------- | ------------------------- | --------------------- | --------- | --- |
| 1944      | 1945                      | François Reynes       |           | Président du Comité de Libération                                                                                 |
| 1945      | mars 1959                 | Aimé Peret            |           | |
| mars 1959 | mars 1971                 | Victor Goudou         | Gaulliste | Chevalier de la Légion d'Honneur                                                                                  |
| mars 1971 | mars 1977                 | Ernest Coste          | PCF       | |
| mars 1977 | mars 1983                 | Michel Blat           | PCF       | |
| mars 1983 | juin 1995                 | André Crouzat         | PS        | Maire honoraire                                                                                                   |
| juin 1995 | mars 2014                 | Robert Raluy          | DVD       | Vice-président de la communauté d'agglomération Hérault Méditerranée 1er vice-président du SIVOM du canton d'Agde |
| mars 2014 | En cours (au 25 mai 2020) | Stéphane Pépin-Bonet, | DVD       | Cadre de la fonction publique, 2e vice-président de la communauté d'agglomération Hérault Méditerranée (finances) |

### Politique de développement durable
La commune a engagé une politique de développement durable en lançant une démarche d'Agenda 21 en 2001.

### Jumelages
- Remich (Luxembourg) depuis 2003

Remich est une petite ville touristique, proche de la route européenne 29 Cologne-Sarreguemines.
- Bessans (France) depuis 2017

Bessans est une petite ville de Savoie, station de ski nordique, dont le nom est proche. Le jumelage a été signé par les deux maires le 6 août 2017 lors de la fête de Saint-Laurent.

## Population et société

### Démographie
L'évolution du nombre d'habitants est connue à travers les recensements de la population effectués dans la commune depuis 1793. Pour les communes de moins de 10 000 habitants, une enquête de recensement portant sur toute la population est réalisée tous les cinq ans, les populations de référence des années intermédiaires étant quant à elles estimées par interpolation ou extrapolation. Pour la commune, le premier recensement exhaustif entrant dans le cadre du nouveau dispositif a été réalisé en 2007.

En 2022, la commune comptait 5 705 habitants, en évolution de +14,67 % par rapport à 2016 (Hérault : +7,49 %, France hors Mayotte : +2,11 %).
| 1793  | 1800  | 1806  | 1821  | 1831  | 1836  | 1841  | 1846  | 1851  |
| ----- | ----- | ----- | ----- | ----- | ----- | ----- | ----- | ----- |
| 2 003 | 2 078 | 1 976 | 2 246 | 2 228 | 2 336 | 2 265 | 2 287 | 2 297 |

| 1856  | 1861  | 1866  | 1872  | 1876  | 1881  | 1886  | 1891  | 1896  |
| ----- | ----- | ----- | ----- | ----- | ----- | ----- | ----- | ----- |
| 2 336 | 2 455 | 2 537 | 2 552 | 2 557 | 2 544 | 2 535 | 2 680 | 2 701 |

| 1901  | 1906  | 1911  | 1921  | 1926  | 1931  | 1936  | 1946  | 1954  |
| ----- | ----- | ----- | ----- | ----- | ----- | ----- | ----- | ----- |
| 2 848 | 2 755 | 2 863 | 3 099 | 3 388 | 3 487 | 3 034 | 2 651 | 2 754 |

| 1962  | 1968  | 1975  | 1982  | 1990  | 1999  | 2006  | 2007  | 2012  |
| ----- | ----- | ----- | ----- | ----- | ----- | ----- | ----- | ----- |
| 2 919 | 2 972 | 2 911 | 2 997 | 3 356 | 4 025 | 4 343 | 4 391 | 4 690 |

| 2017  | 2022  | - | - | - | - | - | - | - |
| ----- | ----- | - | - | - | - | - | - | - |
| 5 069 | 5 705 | - | - | - | - | - | - | - |

### Enseignement
Bessan fait partie de l'académie de Montpellier et de la circonscription d'inspection de Pezenas. La ville dispose d'un groupe scolaire englobant école maternelle et élémentaire ainsi que d'un collège tous trois nommés Victor-Hugo.

### Sports
La ville de Bessan dispose d'un gymnase (Jules-Ferry), d'un stade et d'un boulodrome municipaux, de terrains de tennis et d'une récente halle des sports inaugurée à la rentrée 2008. On peut rajouter ici un terrain de jeu de balle au tambourin, sport traditionnel du département de l'Hérault.

### Manifestations culturelles et festivités
La fête locale de la Saint-Laurent se déroule le dimanche le plus proche du 10 août. On peut y voir la danse de l'Âne. L'Âne est l'animal totémique de Bessan.

## Économie

### Revenus
En 2018, la commune compte 2 150 ménages fiscaux, regroupant 4 972 personnes. La médiane du revenu disponible par unité de consommation est de 19 250 € (20 330 € dans le département). 39 % des ménages fiscaux sont imposés (45,8 % dans le département).

### Emploi
|                | 2008   | 2013   | 2018 |
| -------------- | ------ | ------ | ---- |
| Commune        | 10,5 % | 12 %   | 15 % |
| Département    | 10,1 % | 11,9 % | 12 % |
| France entière | 8,3 %  | 10 %   | 10 % |

En 2018, la population âgée de 15 à 64 ans s'élève à 3 118 personnes, parmi lesquelles on compte 74,7 % d'actifs (59,7 % ayant un emploi et 15 % de chômeurs) et 25,3 % d'inactifs,. Depuis 2008, le taux de chômage communal (au sens du recensement) des 15-64 ans est supérieur à celui de la France et du département.
La commune fait partie de la couronne de l'aire d'attraction d'Agde, du fait qu'au moins 15 % des actifs travaillent dans le pôle,. Elle compte 1 088 emplois en 2018, contre 990 en 2013 et 994 en 2008. Le nombre d'actifs ayant un emploi résidant dans la commune est de 1 885, soit un indicateur de concentration d'emploi de 57,7 % et un taux d'activité parmi les 15 ans ou plus de 55,4 %.
Sur ces 1 885 actifs de 15 ans ou plus ayant un emploi, 593 travaillent dans la commune, soit 31 % des habitants. Pour se rendre au travail, 84,9 % des habitants utilisent un véhicule personnel ou de fonction à quatre roues, 2,9 % les transports en commun, 8,6 % s'y rendent en deux-roues, à vélo ou à pied et 3,6 % n'ont pas besoin de transport (travail au domicile).

### Activités hors agriculture

#### Secteurs d'activités
421 établissements sont implantés  à Bessan au 31 décembre 2019. Le tableau ci-dessous en détaille le nombre par secteur d'activité et compare les ratios avec ceux du département,.
| Secteur d'activité                                                                                        | Commune | Commune | Département |
| Secteur d'activité                                                                                        | Nombre  | %       | %           |
| --- | ------- | ------- | ----------- |
| Ensemble                                                                                                  | 421     | 100 %   | (100 %)     |
| Industrie manufacturière, industries extractives et autres                                                | 39      | 9,3 %   | (6,7 %)     |
| Construction                                                                                              | 83      | 19,7 %  | (14,1 %)    |
| Commerce de gros et de détail, transports, hébergement et restauration                                    | 103     | 24,5 %  | (28 %)      |
| Information et communication                                                                              | 4       | 1 %     | (3,3 %)     |
| Activités financières et d'assurance                                                                      | 14      | 3,3 %   | (3,2 %)     |
| Activités immobilières                                                                                    | 27      | 6,4 %   | (5,3 %)     |
| Activités spécialisées, scientifiques et techniques et activités de services administratifs et de soutien | 45      | 10,7 %  | (17,1 %)    |
| Administration publique, enseignement, santé humaine et action sociale                                    | 52      | 12,4 %  | (14,2 %)    |
| Autres activités de services                                                                              | 54      | 12,8 %  | (8,1 %)     |

Le secteur du commerce de gros et de détail, des transports, de l'hébergement et de la restauration est prépondérant sur la commune puisqu'il représente 24,5 % du nombre total d'établissements de la commune (103 sur les 421 entreprises implantées  à Bessan), contre 28 % au niveau départemental.

#### Entreprises et commerces
Les cinq entreprises ayant leur siège social sur le territoire communal qui génèrent le plus de chiffre d'affaires en 2020 sont : 
- Sodibes, supermarchés (21 359 k€) ;
- See Llari, travaux d'installation d'eau et de gaz en tous locaux (12 057 k€) ;
- 3 GR Habitat, commerce de détail de quincaillerie, peintures et verres en petites surfaces (moins de 400 m²) (9 023 k€) ;
- Causselec, travaux d'installation électrique dans tous locaux (8 055 k€) ;
- Thalis Industries, découpage, emboutissage (2 955 k€).

### Tourisme
Le tourisme tient une place relativement importante dans l’économie de la commune, avec les visites du moulin Bladier (site devenu impraticable et dangereux)et les bases de loisirs.
Près du pont sur l'Hérault et de la base de loisirs de la Guinguette, un espace de détente et repas a été aménagé en 2000. Le « Quai Marius » est aussi équipé d'un débarcadère sur l'Hérault permettant aux pêcheurs d'accéder au fleuve et la mise à l'eau de petits bateaux de plaisance.
La base de la Guinguette est située sur les bords du fleuve Hérault. Chaque été, des soirées dansantes y sont organisées et un point buvette et de restauration est ouvert.
De nombreuses activités y sont également proposées : balade en bateau électrique, location de pédalos et de barques (se renseigner car il semblerait qu'il n'y ait plus de locations), pêche. Elle est équipée d'une berge empierrée, de pontons flottants, toilettes, scène, piste de danse, parking éclairé.
Espace de loisirs des Peupliers
L'espace de loisirs des Peupliers « Victor Goudou » est situé sur la route de Marseillan, tout proche du centre ville. C'est un lieu de détente pour tous qui comprend des jeux pour enfants et un espace football-basket-ball et roller. On y trouve également le boulodrome municipal, le local de la Boule Bessanaise et un espace de danse où des repas sont organisés autour du bar associatif.

### Agriculture
La commune est dans la « Plaine viticole », une petite région agricole occupant la bande côtière du département de l'Hérault. En 2020, l'orientation technico-économique de l'agriculture  sur la commune est la viticulture.
|               | 1988  | 2000  | 2010 | 2020  |
| ------------- | ----- | ----- | ---- | ----- |
| Exploitations | 305   | 196   | 94   | 88    |
| SAU (ha)      | 1 777 | 1 430 | 907  | 1 138 |

Le nombre d'exploitations agricoles en activité et ayant leur siège dans la commune est passé de 305 lors du recensement agricole de 1988  à 196 en 2000 puis à 94 en 2010 et enfin à 88 en 2020, soit une baisse de 71 % en 32 ans. Le même mouvement est observé à l'échelle du département qui a perdu pendant cette période 67 % de ses exploitations,. La surface agricole utilisée sur la commune a également diminué, passant de 1777 ha en 1988 à 1138 ha en 2020. Parallèlement la surface agricole utilisée moyenne par exploitation a augmenté, passant de 6 à 13 ha.

### Terroirs

#### Usine Ricard
En 1959, les Usines du Midi, situées près de la cave coopérative, sont rachetées par Paul Ricard, qui continue la fabrication du jus de raisin, commercialisé sous la marque « Bendor ». Le jus de raisin n'ayant pas donné satisfaction sur le plan de la commercialisation, les dirigeants de Bessan proposent à  Paul Ricard (qui ne peut satisfaire une grosse demande) de produire du Ricard, pour sauver l'usine. Le 1er  juin 1965, la première bouteille de Ricard sort de l'usine bessanaise.
Jusqu'en 1980, l'anéthol (à  la base du produit Ricard) est acheté sur le marché français. Dans un souci de qualité, la société décide de produire l'anéthol à Bessan à  partir d'essence de badiane venant de Chine ou du Vietnam, et de fenouil cultivé dans le Tarn. Une colonne de rectification est installée sur place. Il en est de même pour la réglisse qui, d'abord acheté en poudre, est ensuite achetée en bâton, dans le sud de l'Italie, en Turquie, au Liban. Elle est broyée en copeaux à Bessan puis plongée dans une solution alcoolisée pour en extraire un jus entrant dans la composition du Ricard. Bessan devient alors le centre mondial de préparation des produits de base pour la fabrication du Ricard, où est gardée secrète la fabrication des concentrés aromatiques du groupe.
Depuis les années 1990, plusieurs usines Ricard sont fermées et le centre d'élaboration de Bessan voit ses prévisions de production augmenter. En 2000, la nouvelle chaîne, entièrement automatisée, permet de sortir 80 000 bouteilles par jour. Une production qui devait dépasser les 100 000 bouteilles pouvant être stockées dans les nouveaux locaux créés en 2000.
La société Ricard se lance en 1999 dans le tourisme industriel et des visites guidées sont proposées au public, mais elles sont abandonnées en raison des contraintes techniques et de sécurité liées à l'augmentation de la production.
En octobre 2017, la direction annonce au maire que le site avec une trentaine d'employés ferme fin 2018.

##### Viticulture
Bessan est un village essentiellement agricole qui profita longtemps des vins d'aramon et des alcools obtenus d'une plaine à haut rendement. Aujourd'hui il ne reste plus que quelques viticulteurs et la cave coopérative Le rosé de Bessan qui stockait 150 000 hl, n'en accueille plus que 25 000. Forte de son développement important dans les années 2010, la cave qui a su développer une gamme de vins large et qualitative attire alors de jeunes viticulteurs, et produit plus de 45 000 hl.

#### Le rosé de Bessan
La société coopérative Le rosé de Bessan a été créée en 1938. Dès sa création, la cave coopérative de Bessan s'oriente vers la vinification des vins rosés.
La moyenne de production annuelle de 1974 à 1979 a été d'un peu plus de 8 000 hectolitres de vins de pays et près de 100 000 hectolitres de vins de table. En 1979, 661 adhérents cultivaient 1 349 hectares de vignes.
Dans les années 2015, moins de 150 adhérents exploitent 500 hectares de vignes et produisent 11 000 hectolitres de vin blanc, 14 000 hectolitres de vin rosé et 5 000 hectolitres de vin rouge.
La cave de Bessan forte de son savoir-faire et de sa réputation continue la production de vins rosés tout en se diversifiant dans l'élaboration des vins de cépage en IGP pays-d'oc, pays-d'hérault ou pays-d'hérault - Pays de Bessan :
- blanc : chardonnay, sauvignon, viognier, grenache blanc, chasan, terret.
- rosé : syrah, cinsault, grenache noir, carignan, merlot.
- rouge : merlot, cabernet sauvignon, syrah.

### Industrie
Une carrière exploite le cône volcanique.

## Culture locale et patrimoine

### Monuments et lieux touristiques

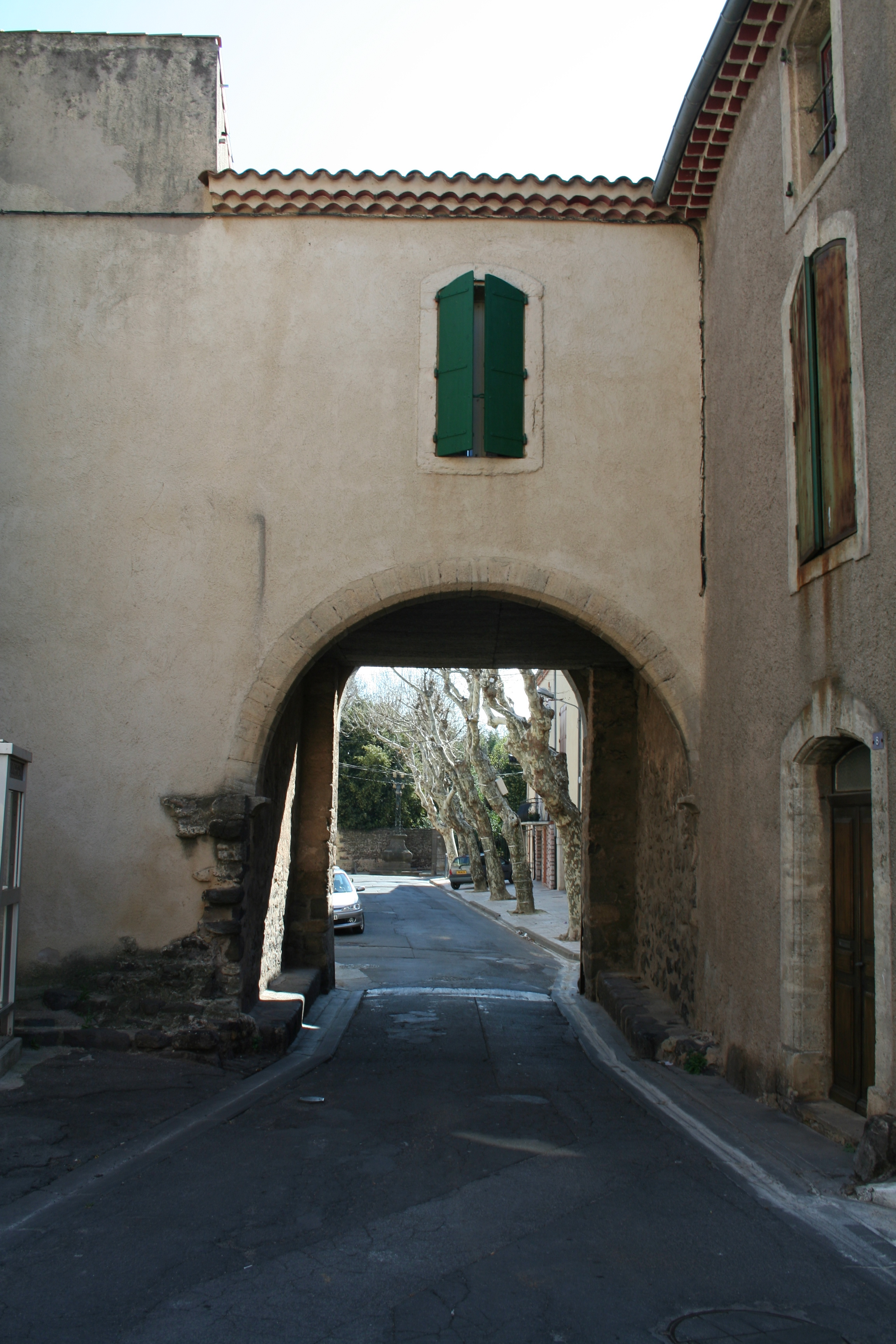
Porte Saint-Pierre, près de l'église.

Le livre Bessan au fil du temps, auteurs : Michel Sabatéry et Stéphane Pépin-Bonet, répertorie l'ensemble patrimoine architectural intéressant du Bessan historique. En voici quelques exemples : une fenêtre à  meneau de la fin du Gothique (vers 1480) dans la rue de la République ; une maison médiévale restaurée dans la rue des Cours ; un encadrement de porte et balcon de 1830 environ dans la rue du Four ; l'intérieur de l'hôtel Berard de Montalet de 1771 dans la rue de l'Opéra (escalier et patio).

#### Monuments médiévaux
- Remparts et porte Saint-Pierre

En étudiant le plan cadastral de 1835 et en allant sur le terrain, les historiens locaux ont essayé de retrouver l'emplacement des remparts en grande partie démolis ou englobés dans les maisons, dans la seconde moitié du XVIIIe siècle. En partant de la porte Saint-Pierre, le mur d'enceinte semble suivre les façades de la rue des Soleillers. Il était renforcé d'une tour à  hauteur de la rue de la Brèche ; une tour qui, en ruine, sera démolie, permettant l'ouverture de la rue. On retrouve trace du rempart au niveau de la rue porte Douille où, comme son nom l'indique, il y avait une porte. Le rempart forme ensuite le dos de grandes bâtisses ou magasins donnant sur le boulevard de la Liberté. Il est alors visible au fond de l'impasse de Labeille où il est renforcé d'une tour carrée, et au fond de l'impasse des Mijoulanes.
Débouchant rue de la République, il était équipé d'une porte protégée d'une tour carrée pouvant être la salle du conseil municipal de l'hôtel de ville. Au-delà  de ce tracé, qui passe également par la rue de l'Hospice ou de l'Olivier, la présence de nombreuses impasses laissent à  penser à  une première ligne de remparts englobant seulement une partie du centre historique.
Lors de la croisade des Albigeois, l'ordre est semble-t-il donné aux villages fortifiés de la région de démolir leurs remparts. Dans les années 1340, le bruit courant que les Anglais s'apprêtent à  envahir le Languedoc, les Bessanais reconstruisent ou réparent leurs murailles. Opération qui se renouvelle de 1365 à 1369.
En 1587, Montmorency demande que le pont-levis de la porte Saint-Pierre soit réparé. Une porte qui aujourd'hui est le fleuron de ce rempart oublié toute proche de l'église Saint-Pierre.

#### Monuments religieux
- Église Saint-Pierre

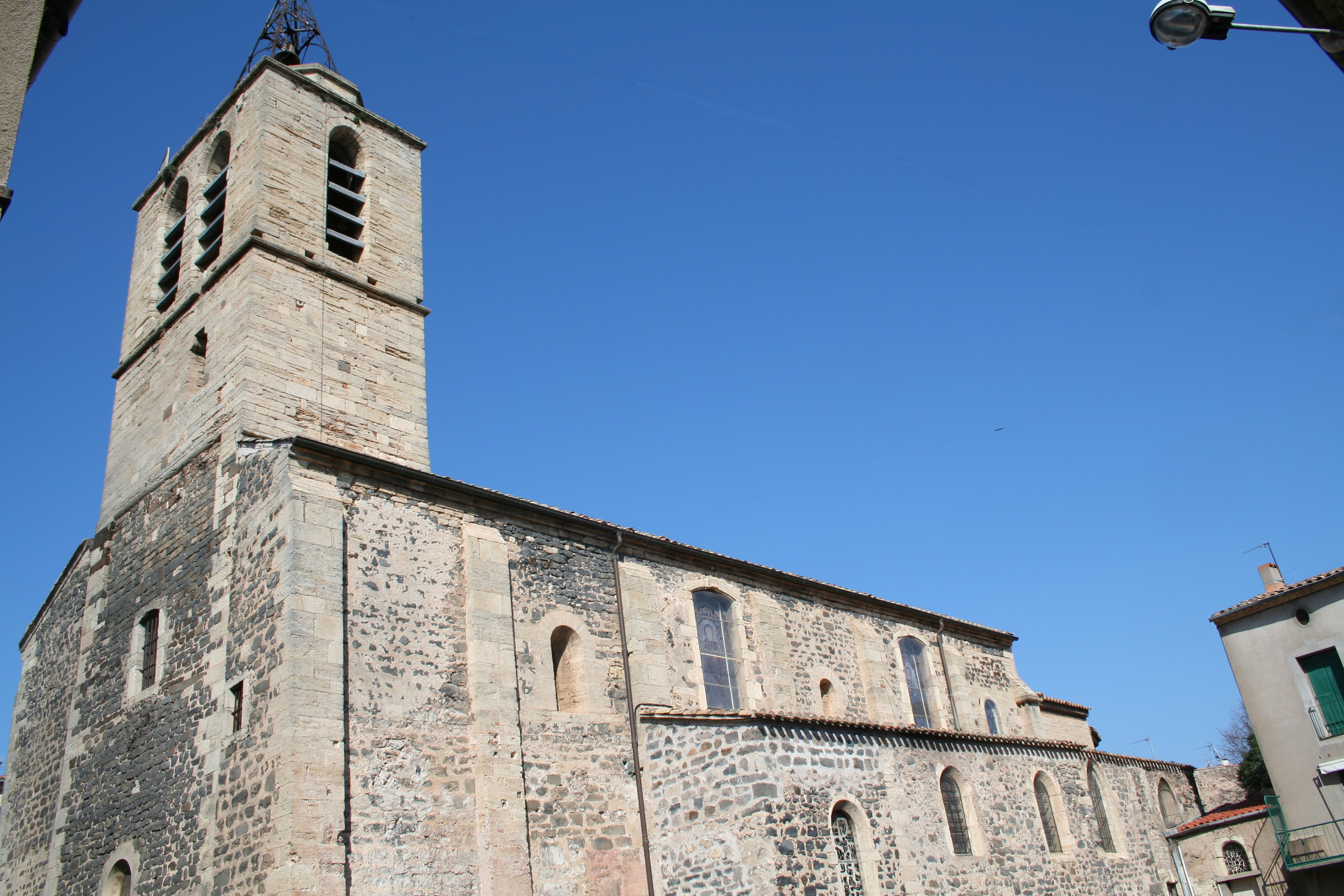
Église Saint-Pierre de Bessan.

L'église primitive existe déjà  en 990, appelée alors Saint-Pierre-aux-Liens. Elle est en mauvais état lorsque, en 1070, elle est donnée à  l'abbaye de Saint-Thibéry, par l'évêque d'Agde, pour subir des travaux. Vers 1100, l'évêque suivant donne l'église aux abbés de la Chaise-Dieu. Ces derniers commencent aussitôt la construction de la nouvelle église par l'abside à cinq pans avec colonnettes en demi-rond de style auvergnat.
Les abbés de Saint-Thibéry qui percevaient les dîmes de Bessan en sont mécontents. Après un long procès de près de quarante ans, durant lequel le pape de passage dans la région serait venu à  Bessan, ils réussissent à  récupérer l'église en construction.
Le clocher semble avoir été construit tardivement, peut-être dans la seconde moitié du XIVe siècle, à la suite du saccage de Bessan par le gouverneur du Languedoc. Les chapelles des côtés sont construites au fur et à  mesure des besoins ou des envies. Celles du chœur datent de 1338 et de 1341. Les chapelles voisines sont de 1360 et de 1475 pour celle située côté Clastre. Les quatre autres chapelles, plus proches de l'entrée, sont de 1624, 1628, 1652 et 1662.
À l'origine de la construction, les ouvertures, de style roman, sont étroites. Des fenêtres plus importantes sont ouvertes en 1764 dans la partie haute de la nef. Elles sont aujourd'hui mises en valeur par des vitraux de Louis Victor Gesta qui avait son atelier à Toulouse, entre 1850 et 1880.
En 1993, à  l'occasion d'une nouvelle restauration de l'église, la voûte en brique de la nef, datant de 1760, est démolie. Les travaux permettent alors de redécouvrir la charpente d'origine, aux chevrons bariolés et aux poutres sculptées à leurs extrémités de têtes humaines, mais aussi l'ouverture existant dans la voûte du chœur.
Les orgues de caractère romantique, construites par Baptiste Puget en 1879 dans son atelier de Toulouse, sont restaurées en 1986 et 1994.
Le beffroi en bois du clocher, supportant la cloche principale, en mauvais état, sera restauré en 2004 dans le cadre d'un partenariat entre la ville, l'État, la région et le département. Attention la cloche présentée dans la cassette de l'office de tourisme, comme étant celle de 1388, n'est pas la bonne. La bonne cloche est celle visible de l'extérieur.
L'église en totalité fait l’objet d’une inscription au titre des monuments historiques depuis 2017.
- La plus ancienne cloche de l'Hérault

Reconstruite en 1787, la pointe du clocher en brique est abîmée par la foudre en 1886. Il est envisagé de la détruire rapidement à  cause du danger qu'elle représente, mais cela ne se fait qu'en 1938, après la chute d'une pièce de fer, lors la tempête de 1936. On profitera des travaux de mise en place de la flèche en fer actuelle pour démolir la salle renfermant l'horloge et pour installer sa cloche dans la pointe du clocher.
Au début du XVIIIe siècle, le clocher possédait cinq cloches. Aujourd'hui, il n'en reste plus que deux : la cloche décadaire fondue en 1567 (et refondue pour son tricentenaire) et la cloche servant autrefois de timbre de l'horloge, fondue en 1388. Cette dernière cloche est connue pour être la plus vieille du département de l'Hérault.
Les trois autres cloches ont été descendues en 1791, envoyées au district de Béziers et transformées en canons.
- Notre-Dame-des-Vignes

La vierge de Notre-Dame des Vignes, financée par souscription publique, est implantée au croisement des rues Victor-Hugo et des Anciennes-Écoles, en 1982, à la demande du curé Raymond Combes. Œuvre de J.S. Hartmann et de E. Boissier, elle est inaugurée par l'évêque de Montpellier le 5 décembre 1982.
Selon certains, elle protège Bessan des calamités agricoles qui ont quelquefois dévastées les villages voisins (grêle, gel).
- Chapelle Saint-Laurent de Touroulle

La chapelle Saint-Laurent fait partie, au Moyen Âge, de l'ancien village de Touroulle, situé entre Bessan et Vias. Cette église est construite vers la première moitié du XIe siècle, sur l'emplacement d'une ancienne villa romaine, mais aussi en bordure d'une voie antique, appelée route Mercadale, qui reliait l'oppidum de la Monadière au port dit du Canalet, situé entre la plage de Portiragnes et celle de Vias.
La présence de deux très gros blocs de basalte laisse penser qu'il y avait là, à  l'origine, un temple païen. Transformée semble-t-il au XIIe siècle ou au XIIIe siècle, la chapelle Saint-Laurent est probablement abandonnée au moment des guerres de religion, en même temps que le reste du village,.
En 1938, lors des fouilles effectuées par l'abbé Thomas, un sarcophage est trouvé dans la chapelle. Il qui contenait un squelette romain et deux petites urnes funéraires. Il sera transporté dans le jardin du presbytère de Bessan où il demeure.
La chapelle a évité de peu la destruction lors du passage de la voie rapide reliant le péage de l'autoroute au Cap d'Agde, mais une partie de son cimetière wisigothique est détruite. Elle devra subir un autre outrage en 2001, dû cette fois à des pilleurs de pierres. C'est faux.
À noter qu'il existe de nombreuses autres chapelles sur le territoire de Bessan : Affrie, Saint-Claude, Pénitents gris, Saint-Martin de Caillan, Grange des Pères, chapelle du château de Brignac...
- Croix de la Mission

La mission est une période d'une durée de trois semaines à  un mois durant laquelle viennent des prédicateurs, dans le but de recruter de nouveaux paroissiens. Il arrive parfois que, lors d'une mission, une croix soit posée. Comme son nom l'indique, la croix située à  l'extrémité de la rue de la porte Saint-Pierre a été posée à  l'occasion d'une mission. Il semble qu'à  l'origine, elle était implantée près de l'église. Elle sera ensuite déplacée à  l'emplacement actuel en 1785.
Si on en croit l'entreprise qui a restauré cette croix dans les années 1980, le socle en basalte daterait de l'époque de Louis XIV, mais la croix en fer forgé et le saint Christ seraient moins anciens. Quant au coq qui servait déjà  de girouette au sommet de la croix au XIXe siècle, il sera volé en avril 1999.

#### Autres lieux et monuments
- Hôtel de Ville

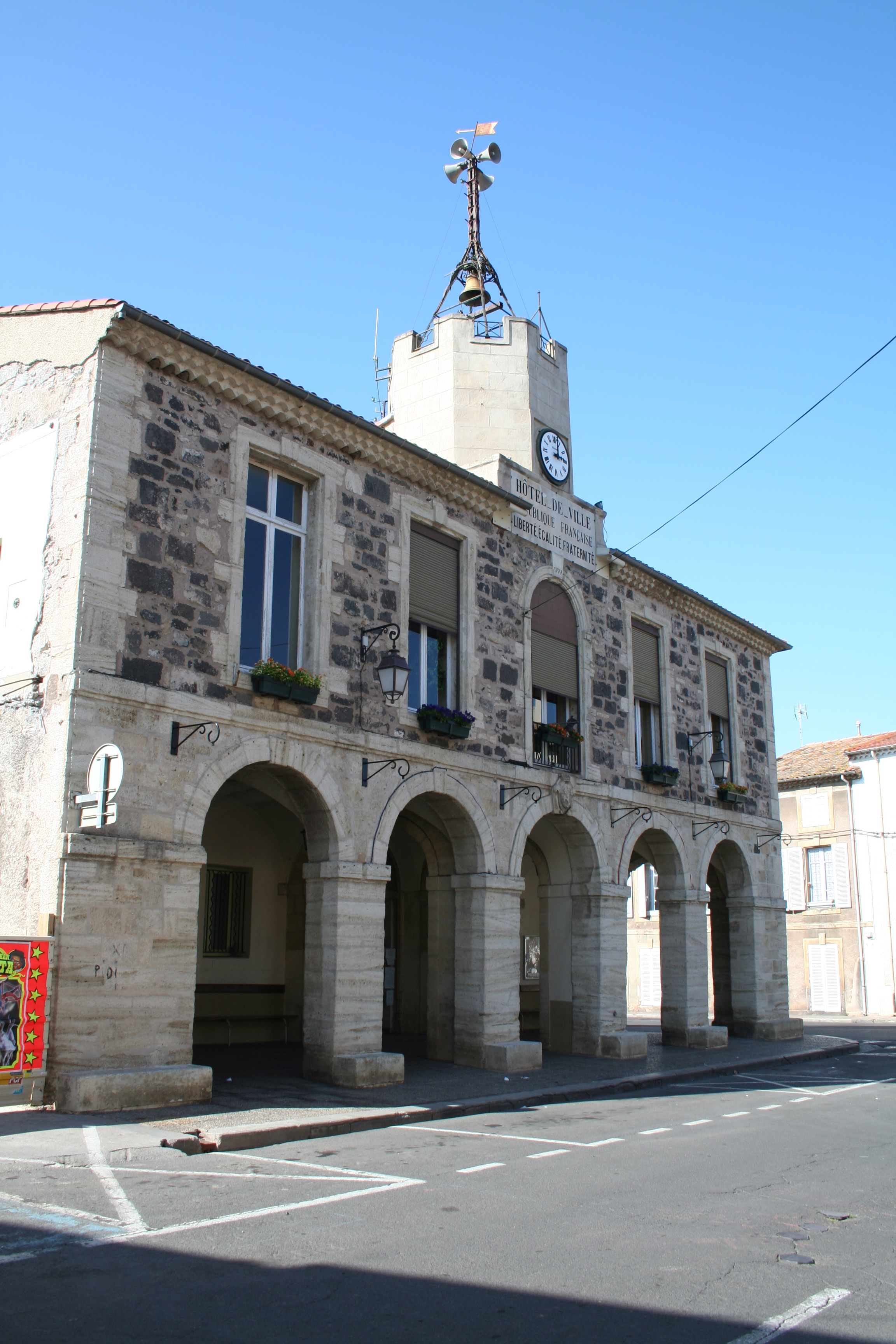
Mairie de Bessan.

L'ancienne maison commune étant trop petite, il est décidé de construire un nouvel hôtel de ville à  l'emplacement d'une tour des remparts et d'une partie des fossés. Cela est fait en 1777. C'est l'actuel hôtel de ville situé en plein cœur du centre-ville. Un beffroi sera construit en 1847 pour y installer une horloge. Le poids du beffroi oblige à renforcer la voûte des halles existantes en créant des arcades. Depuis, l'hôtel de ville se modernise pour répondre aux besoins et la municipalité termine son aménagement en 2012 avec la création d'une salle polyvalente (en extension) et l'aménagement des bureaux intérieurs.
Le conseil municipal siège dans l'ancienne tour des remparts, appelée aujourd'hui salle du conseil et des mariages. Au sein de cette salle est placée une Marianne en bronze de Georges Saupique.
- Place de la Promenade et Salle des Fêtes

Au XVIe siècle, en raison du manque d'espace à l'intérieur des remparts, les sportifs bessanais se rencontraient sur le Jeu de Ballon situé au pied des murailles. Ils y jouaient à un jeu de longue paume, ancêtre du jeu de balle au tambourin.
En 1856, la municipalité décide de transformer le terrain en une promenade publique au fond de laquelle est construite, quelques années plus tard, une salle d'asile ou école maternelle.
En 1893, la Promenade est réaménagée. L'ancien parapet du Jeu de Ballon est alors démoli et remplacé par de larges trottoirs ne gênant pas les vendeurs ambulants les jours de marché. Il ne manque plus que des bancs et des candélabres.
À la fin des années 1950, la salle d'asile, désaffectée, est détruite. Elle est remplacée par une maison du peuple, appelée aussi foyer des campagnes ou salle des fêtes, en 1956. Le bâtiment comprend essentiellement une grande salle de danse, sans bar, et un immense balcon prévu pour les spectacles se déroulant sur la scène. Ce balcon sera transformé en salle de réunion au début des années 1980 et, à  la même époque, Fernand Brenas peindra la fresque située de chaque côté de la scène. D'après les informations trouvées par Michel Sabatéry durant ses 20 années de recherches.
- Place de la République

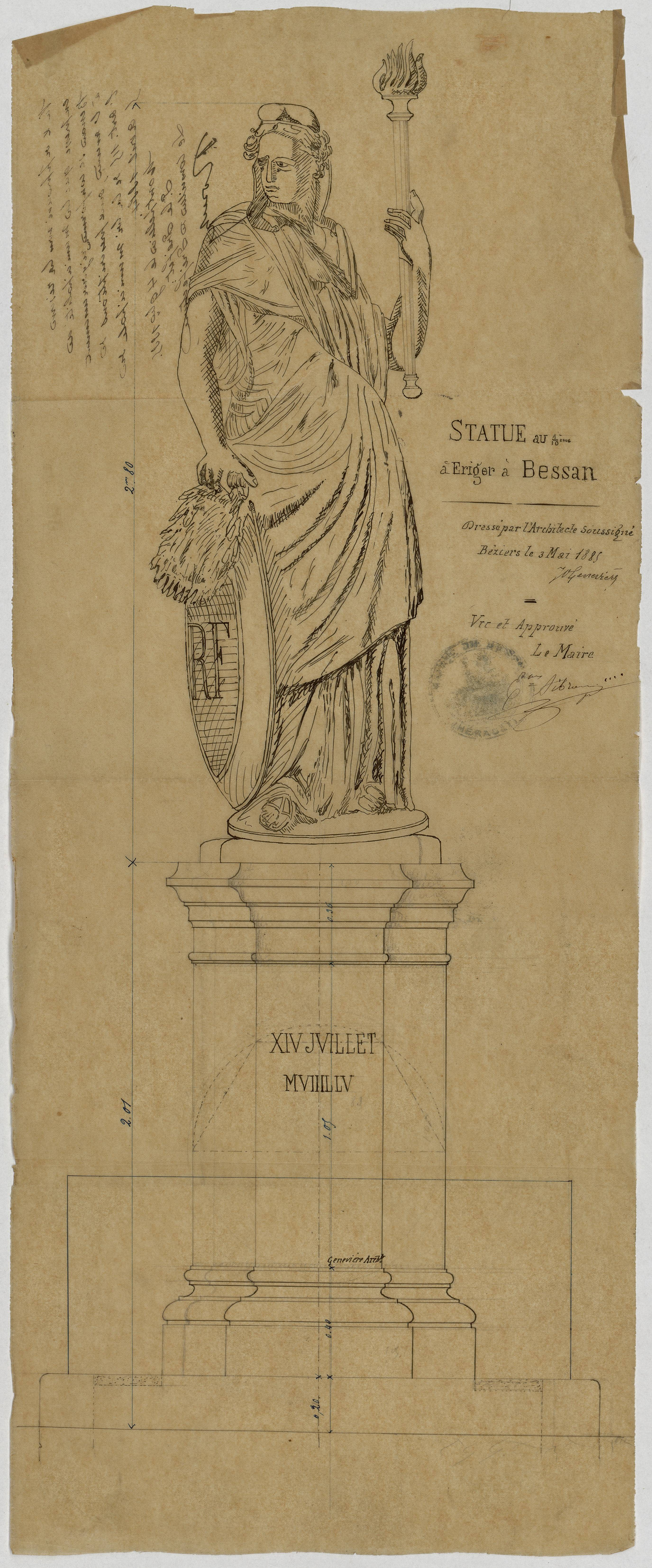
Gravure de la statue de la République (1885).

Afin d'ouvrir une place entre l'église et l'hôtel de ville, la municipalité achète en 1857 un pâté de maisons appelé île Saint-Jaumes, qui, démoli, libère un espace qu'on appelle place du Peyrou.
La statue de la République, en fonte, commandée en 1885 et placée auparavant à  l'entrée de la Promenade, en remplacement d'un arbre de la liberté, vient embellir, en 1894, la fontaine monumentale construite depuis peu sur la nouvelle place. Place que l'on appelle du coup place de la République.
En 1973, la commune fait démolir cette fontaine dont les pierres calcaires sont en mauvais état. Un monument en béton est coulé en remplacement et agrémenté d'un petit buste de Marianne en bronze.
En 1988, la municipalité fait raser l'ouvrage en béton et construire une imitation de fontaine monumentale avec bassins et jardinières. Le quartier est couvert de pavés et l'ancienne République retrouve sa place. C'est la configuration actuelle des lieux.
- Place de la fontaine

Au début du XIXe siècle, les eaux de la source Fontvieille s'écoulent dans un fossé pavé, jusqu'à un bassin situé place de la Fontaine, en bordure de la rue des Caves. Cette source se trouve aujourd'hui dans la rue Petite Fontvieille et coule dans le grand égout construit à  l'emplacement du fossé.
En 1827, l'eau de la source étant insuffisante en été, la municipalité fait creuser un puits, au milieu de la place, et bâtir une fontaine monumentale.
En 1944-1945, le comité de Libération ordonnera la démolition de cette fontaine, dont les pierres sont attaquées par l'humidité, et fera construire des toilettes publiques en souterrain.
L'hospice désaffecté, situé au dos de la place de la Fontaine, est détruit à  partir de 1963. Les maisons voisines sont achetées et rasées pour agrandir la place et permettre la construction d'un bâtiment moderne comprenant poste, commerces et logements. Le projet accepté en 1967, les travaux commencent quelque temps après, pour être terminés en 1970. Paul Azéma, artiste bessanais, y apportera la touche finale, avec la céramique placée sur la façade principale de la poste.
Cette place est aujourd'hui un lieu de détente et accueille une partie du marché traditionnel du dimanche. Elle est entièrement réaménagée en 2012 avec la création d'une nouvelle fontaine.
- Les monuments aux morts

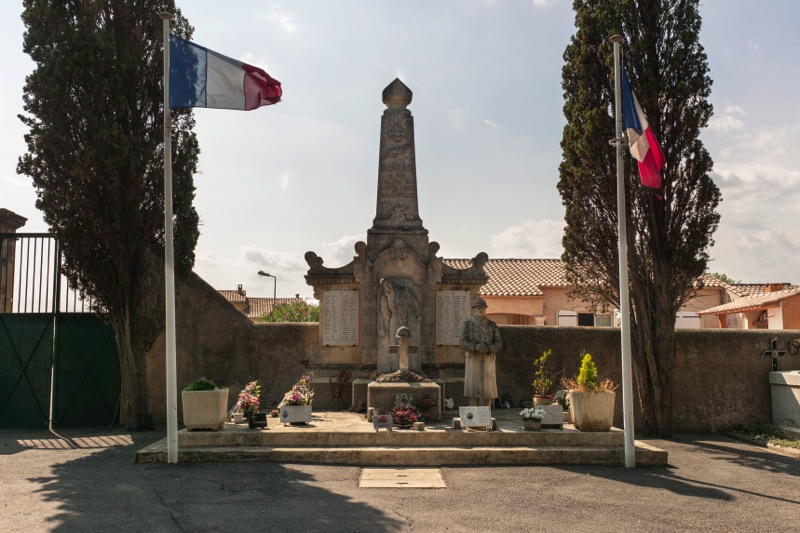
Monument aux morts de Bessan, achevé en 1924.

Dès la fin de la Première Guerre mondiale, la commune envisage la construction d'un monument en hommage aux Bessanais morts pour la France, et prend contact avec le célèbre sculpteur Injalbert. Plusieurs courriers de ce dernier, datant de 1921, nous apprennent qu'il a réalisé deux esquisses pour Bessan mais le temps lui manque pour démarrer les travaux. Début 1923, devant commencer le monument de Béziers, il pense pouvoir mener les deux chantiers de front. Mais, lassée d'attendre, la municipalité se tourne vers Auguste Azéma, qui, en 1922, est chargé de l'érection d'un tombeau aux morts pour la patrie, ou monument aux Morts, dans le cimetière. Cet édifice sera terminé en 1924.
L'année suivante, il sera demandé à Auguste Azéma de construire un monument à la mémoire des enfants de Bessan morts pour la France, ou monument de la Victoire, qui sera terminé en 1926.
Sur ces deux œuvres, sont gravés les noms des Bessanais morts pour la France en 1914-1918, sur celui de la Victoire seront ajoutés ceux des autres guerres : 1939-1945, guerre d'Indochine, guerre d'Algérie.
- Moulin bladier sur l'Hérault

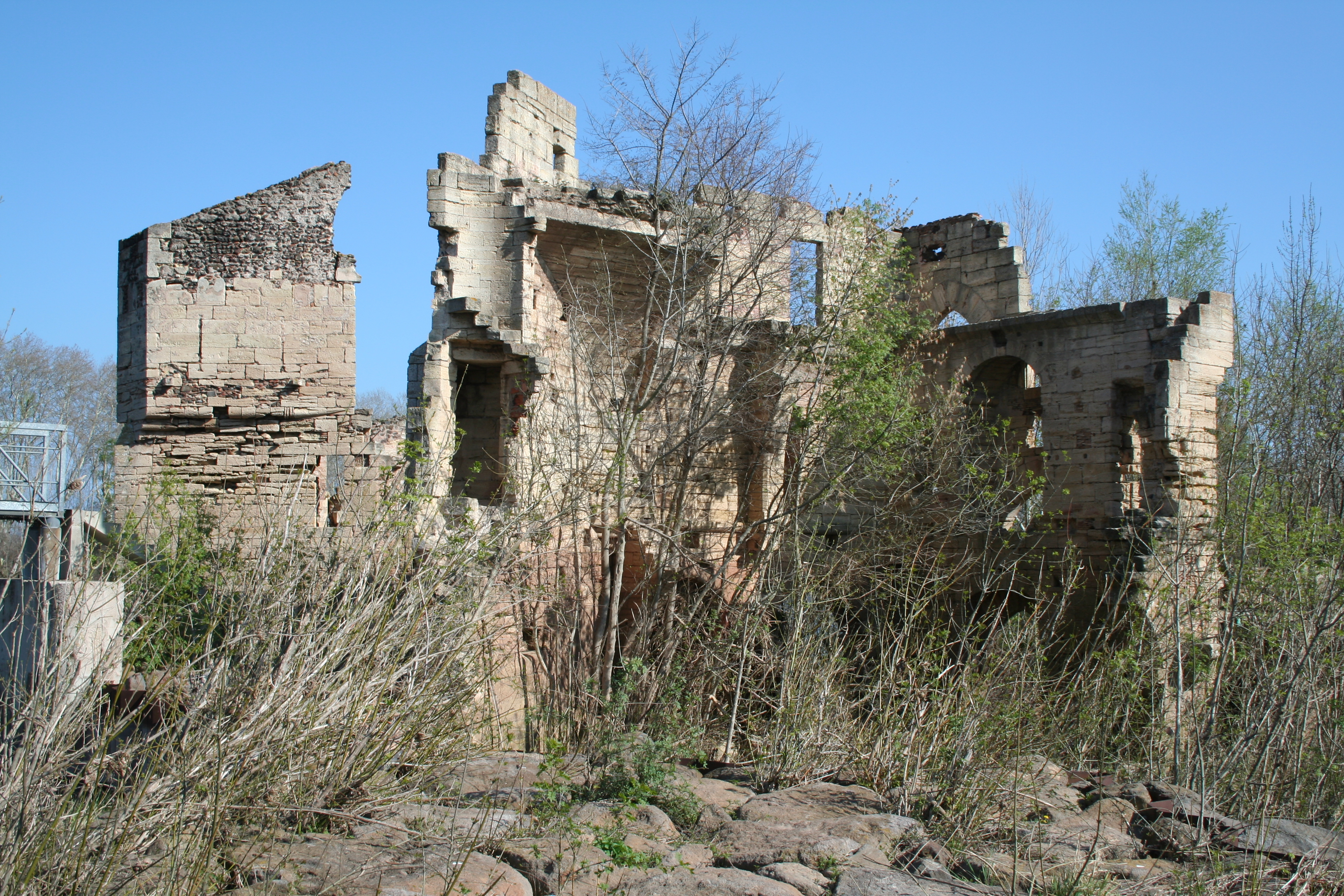
Ruines du moulin bladier.

Le moulin bladier (à bled) de Bessan se situe sur les bords du fleuve Hérault à la périphérie du village. Il est de style néo-roman, annonciateur du gothique. Il est fortifié par des ouvertures à mâchicoulis et des créneaux où on accède par un chemin de ronde. Deux murs avec meurtrières et un escalier en colimaçon qui ne démarre qu'à  deux mètres du sol pour gêner les assaillants, complètent le système de défense.
Le moulin sert à  moudre le blé, que les Bessanais et les Viassois apportent à dos d'âne ou sur une charrette tirée par une mule, grâce à six meules actionnées par un système de roues verticales.
L'activité du moulin ralentit avec le développement du vignoble. Il servira pour la dernière fois vers 1855 pour écraser des blocs de soufre importés de Sicile et destinés à soigner la vigne contre l'oïdium.
Emporté en partie en 1977, lors d'une crue de l'Hérault, il est complètement défiguré en 1994, lors de la construction du barrage réalisé à  la demande de la station de pompage André Filliol de Florensac et du syndicat du Bas-Languedoc, station qui alimente en eau potable une grande partie du département.

### Traditions
- Danse de l'âne totem

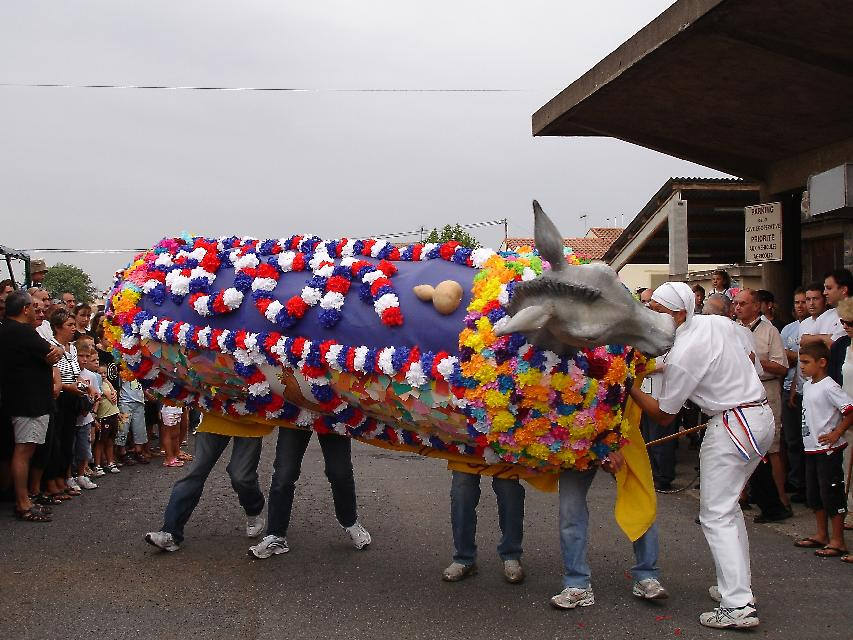
Un âne de Bessan.

Le département de l'Hérault possède une spécificité : la plupart des villes et villages sont représentés par des animaux totémiques. Pézenas a son poulain, Béziers son chameau, Montagnac sa chèvre, Florensac son chevalet. À Bessan, c'est un âne. Il est l'emblème du village et les Bessanais y sont très attachés. Il fait son apparition lors de la fête locale de la Saint-Laurent autour du 10 août.
La fête de la Saint-Laurent approche, et, avec elle, la traditionnelle danse de l'animal totem de Bessan. Les adolescents élisent leurs deux chefs de jeunesse qui choisissent, depuis 1960, trois demoiselles d'honneur.
Ils trouvent auprès des amis, de la famille et des anciens du village, les bras indispensables à  la confection de fleurs en papier crépon et de fontanges aux couleurs vives destinées à  recouvrir le corps de l'âne. La toile de chanvre, tendue sur une charpente de bois, qui donne sa forme à  l'animal, est débarrassée de son ancienne parure. Les dessins de la tuque et du coq gaulois, placés sur les flancs, sont rafraîchis. La tête, taillée dans de la mousse, est restaurée. La queue, celle d'un cheval, a résisté. Le calicot, destiné à  cacher les danseurs, et sur lequel il est rappelé, depuis quelques années, que l'âne est de Bessan, est fixé au dernier moment.
Les danseurs, choisis parmi les hommes forts du village, sont au nombre de cinq. Le premier danseur est habillé de blanc, depuis le bonnet jusqu'aux chaussures. Il est paré d'une ceinture tricolore, habitude qui se perpétue probablement depuis la période révolutionnaire. Il mène l'âne au claquement du fouet. Les quatre autres danseurs sont dans le corps de l'animal, qu'ils portent et font danser aux rythmes de la musique.
Les musiciens, hautbois et tambour, jusqu'au début des années 1970, puis Philharmonique, suivent l'âne en répétant inlassablement les mêmes morceaux. Les chefs de jeunesse précèdent l'animal, l'un d'entre eux balançant le drapeau tricolore qui flotte au vent. Depuis 1996, le deuxième chef de jeunesse arbore le drapeau occitan. Les demoiselles d'honneur distribuent à  la population de petites cocardes tricolores, qu'elles portent piquées sur des coussinets, tandis qu'à  côté d'elles des mains agitent des tirelires.
L'âne danse, se penche du côté gauche, puis du côté droit, recommence une deuxième fois, recule, avance et se dresse d'un coup, la tête en bas, la queue dans les airs, soutenu seulement par le meneur et le premier danseur, qui le font tourner sur lui-même. Pendant ce temps, les trois autres danseurs se préparent à  le saisir au vol, au moment de la chute. Ce pas de danse se répète, à  chaque démonstration, variant lorsque les musiciens jouent une valse.
La tradition veut que l'âne ouvre la fête, le samedi le plus proche de la Saint-Laurent, à  17 heures, au son des cloches et des pétards qui rappellent les coups de canon, précédant dans certaines villes les manifestations importantes. Il fait le tour du village et danse sur les places où les élus municipaux l'attendent derrière une table garnie de boissons fraîches, Ricard, Rosé et « Bessanais » coulent alors à  flots, et gratuitement, pour la plus grande joie des participants chaque année plus nombreux. La danse se poursuit ainsi, jusqu'à  la tombée de la nuit, l'ambiance grandissant à  chaque arrêt, sous l'effet de l'alcool.
Le dimanche matin, l'âne se rend à  l'église pour y être béni. Le curé l'attend, sur le parvis, en présence d'une foule de badauds qui applaudissent lorsque chefs de jeunesse et demoiselles d'honneur lui offrent le bouquet. La messe dite, et l'âne béni, le curé offre parfois à  boire, dans le jardin du presbytère, après une dernière danse sur la place de l'église.
Il est midi bien sonné quand l'âne arrive devant la mairie où l'attendent élus locaux, personnalités et un bon millier de spectateurs, massés à  l'ombre des platanes de la Promenade. Une fois encore, l'âne virevolte, et les représentants de la jeunesse offrent des bouquets, cette fois au maire et à  des adjoints, au son d'une musique traditionnelle. En guise de remerciements, le maire fait son discours et invite la population à  prendre l'apéritif, pendant qu'un Bessanais chante la chanson de Bessan en occitan.
La confection de l'âne occasionne quelques frais. Une vente de fougasses est donc organisée par la jeunesse qui passe, le dimanche matin, de maison en maison, n'hésitant pas à  tambouriner aux portes pour solliciter la générosité des habitants.
- Les légendes de l'âne

La danse de l'âne est rattachée à  une tradition orale. Un historien local anonyme parle en 1879 de l'âne qui honore l'âne de l'étable de Bethléem et celui qui avait servi à  Jésus pour son entrée dans Jérusalem.
Les anciens parlent volontiers d'un marché aux ânes, d'une coutume qui veut que l'on décore le plus beau de ces quadrupèdes et qu'on le promène dans les rues du village ; de l'âne qui s'échappe une année pour entrer dans l'église. Si les textes ne précisent pas de marché aux ânes à  Bessan, ils mentionnent cependant la foire de la Saint-Laurent créée par le roi François Ier en 1533. Une foire où sont probablement vendus des ânes, utiles aux paysans mais aussi aux bergers.
Une rumeur probablement alimentée par quelques Gignacois, raconte qu'en 730 l'âne de Gignac, telles les oies du Capitole, a prévenu les habitants de Gignac de l'arrivée des Sarrasins. Sarrasins qui, pour se venger, ont précipité l'animal dans l'Hérault où il a suivi le courant jusqu'à  Bessan, où il a été accueilli à  bras ouverts.
Il existe encore une troisième légende datant du Moyen Âge. Une fois l'an, pour se moquer de l'autorité religieuse, les populations élisent, à  Agde comme dans les églises du diocèse parmi lesquelles Bessan, le plus fou du village : le prince des fous ou roi des fous, que l'on promène sur un âne, dans les rues, avant de pénétrer dans l'église. Une fête où le fou prend la place du prêtre, soutenu par les braiments du peuple qui imite les cris de l'animal. Après quoi, tous se précipitent dans le chœur où sont entassés vins et nourriture que l'on s'arrache avant de chanter des chansons licencieuses, de danser et de se vautrer dans un coin de chapelle. On peut dès lors imaginer que le clergé, ne pouvant empêcher cette fête païenne, a au moins réussi à  empêcher l'entrée de l'animal vivant, et pourquoi pas remplacé par un animal totem qui ne risquait pas de faire ses besoins dans l'église.
Quelle que soit son origine, l'âne est devenu l'emblème du village. Un emblème bien ancré dans le cœur des vieux bessanais et dont il ne faut pas négliger l'importance. Les jeunes de la fin du XIXe siècle l'ont appris à  leurs dépens qui, ayant refusé de proposer des chefs de jeunesse et de s'occuper de la danse de l'âne, se sont vu supprimer, par la municipalité, tous les bals de l'année.
- Jeu de balle au tambourin

Le jeu de balle au tambourin est le descendant du jeu de ballon avec brassard déjà  pratiqué à Bessan vers 1600, à l'extérieur des remparts, sur l'emplacement occupé aujourd'hui par la Promenade. Il s'agit d'un jeu de longue paume, contrairement au tennis par exemple qui est un jeu de courte paume.
Particularité régionale, le tambourin se joue aujourd'hui à Bessan mais également dans d'autres villages de la communauté d'agglomération : Florensac, Castelnau-de-Guers et Cazouls-d'Hérault. Le terrain est situé sur la route d'Agde, à  l'entrée de Bessan. Équipé d'un fronton depuis 2000, il est, selon les équipes qui le pratiquent, un des terrains les plus beaux du département.
À Bessan, il existe cinq équipes de tambourin dont deux équipes enfants et une équipe féminine. Le club local est très dynamique et accueille régulièrement des équipes prestigieuses dont l'équipe de France, ou des équipes de haut niveau dans le cadre du challenge Ricard Combemale.

### Personnalités liées à la commune
- Jean-Baptiste Malibran (1761-1820), homme politique né et décédé à Bessan, député de l'Hérault au Conseil des Cinq-Cents.

### Héraldique
| Blason de Bessan | Blason  | De gueules au lion d'or tenant une fleur de lis du même ; au chef cousu d'azur chargé de trois fleurs de lis d'or. |
| Blason de Bessan | Détails | Un blason sculpté en 1777 sur la façade de l'hôtel de ville montre un chef cousu d'azur à trois fleurs de lys d'or. L'écu est ovale : c'était la forme de l'écu français à la fin du XVIIIe siècle mais c'est la version « au chef d'argent » que la municipalité utilise, en particulier sur les véhicules municipaux. |
| Blason de Bessan | Alias   | De gueules au lion d'or tenant une fleur de lis du même ; au chef d'argent chargé de trois fleurs de lis de sable. |